# Irina Shlemova
Irina Shlemova (Ирина Шлемова), (ur. 3 marca 1984) – uzbecka pływaczka, dwukrotna uczestniczka igrzysk olimpijskich.

## Występy na igrzyskach olimpijskich
Irina Shlemova po raz pierwszy wystartowała na zawodach pływackich zorganizowanych na igrzyskach olimpijskich w Atenach. Konkurowała na dystansie 100 m stylem dowolnym. Uzyskała rezultat 59,21 s, co dało jej 6. miejsce w jej wyścigu eliminacyjnym. Nie awansowała do dalszego etapu. Łącznie została sklasyfikowana na 45 miejscu.
Po raz drugi Shlemova wystartowała na igrzyskach Pekinie w 2008 r. Podobnie jak w Atenach rywalizowała na dystansie 100 m stylem dowolnym. Uzyskała czas 58,77 s, co dało jej 6. miejsce. Nie awansowała do dalszego etapu zmagań. Łącznie została sklasyfikowana na 46 miejscu.